# Ryuta Kanai
Ryuta Kanai (金井 隆太 Kanai Ryuta?, nacido el 16 de agosto de 1989 en Kanagawa) es un futbolista japonés que juega como defensa.
En 2012, Kanai se unió al Vanraure Hachinohe.

## Trayectoria

### Clubes
| Club               | País  | Año    |
| ------------------ | ----- | ------ |
| Vanraure Hachinohe | Japón | 2012 - |

## Estadística de carrera

### J. League
| Club               | Año   | J. League | J. League | Copa J. League | Copa J. League | Total | Total |
| Club               | Año   | Part.     | Goles     | Part.          | Goles          | Part. | Goles |
| ------------------ | ----- | --------- | --------- | -------------- | -------------- | ----- | ----- |
| Vanraure Hachinohe | 2019  | 1         | 0         | -              | -              | 1     | 0     |
| Total              | Total | 1         | 0         | 0              | 0              | 1     | 0     |